# Acer rubrum
Acer rubrum, på svenska också känd som rödlönn, är en kinesträdsväxtart som beskrevs av Carl von Linné. Acer rubrum ingår i släktet lönnar, och familjen kinesträdsväxter.
Trädet har röda blommor som utvecklas före bladen. Dessutom blir bladen under hösten intensiv röd.
Arten förekommer i Kanada i provinserna New Brunswick, Ontario och Québec samt i USA från Minnesota, Indiana och östra Texas till Atlanten. Den växer i låglandet och i låga bergstrakter upp till 900 meter över havet. Acer rubrum hittas i blandskogar samt vid kanten av barrskogar. Den växer vid vattendrag, i fuktiga regioner, i klippiga landskap och i sandiga regioner. I skogarna är arter av eksläktet oftast högre och ibland är Acer rubrum det högsta trädet.
Artens frön utvecklas vid skuggiga platser och på ställen som drabbades av bränder. I det senare fallet är sockerlönn vanligen tidigare på plats. Trädet kan utgärda vintrar med -40 °C. Unga träd utvecklar ungefär efter fyra år frön. Fortplantningen sker även med hjälp av rötter. Ibland förekommer hybrider med sockerlönn. Enskilda träd kan leva 200 år. Håligheter som finns i Acer rubrum används av fåglar för att bygga bon. Pollineringen sker av vinden och av insekter.
Trä av Acer rubrum anses som mindre nyttigt. Trädet är däremot vanlig som prydnadsväxt i trädgårdar och parker.

## Underarter
Arten delas in i följande underarter:
- A. r. drummondii
- A. r. trilobum